# NGC 5103
NGC 5103 је спирална галаксија у сазвежђу Ловачки пси која се налази на NGC листи објеката дубоког неба.
Деклинација објекта је + 43° 5' 4" а ректасцензија 13h 20m 30,0s. Привидна величина (магнитуда) објекта NGC 5103 износи 12,7 а фотографска магнитуда 13,6. NGC 5103 је још познат и под ознакама UGC 8388, MCG 7-27-62, CGCG 217-31, CGCG 218-1, PRC C-44, near SAO 44572, PGC 46552.